# 周克希
周克希（1942年12月—），中华人民共和国法语翻译家、数学教师。

## 生平
毕业于复旦大学数学系，后在华东师范大学教授数学。曾在法国巴黎高等师范学校进修。后从事文学翻译、编辑工作，专精法国文学。代表作有《追忆似水年华》、《包法利夫人》、《基督山伯爵》等。